# Lehota
Lehota é um município da Eslováquia, situado no distrito de Nitra, na região de Nitra. Tem 11 km² de área e sua população em 2018 foi estimada em 2.217 habitantes.

## Demografia
| Ano:        | 1994 | 2004   | 2014    | 2024   |
| ----------- | ---- | ------ | ------- | ------ |
| Broj ljudi: | 1819 | 1803   | 2233    | 2428   |
| Razlika:    |      | -0,87% | +23,84% | +8,73% |

| Ano:               | 2023 | 2024   |
| ------------------ | ---- | ------ |
| Número de pessoas: | 2416 | 2428   |
| Diferença:         |      | +0,49% |